# Хороднічень
Хороднічень, Хороднічені (рум. Horodniceni) — село у повіті Сучава в Румунії. Входить до складу комуни Хороднічень.
Село розташоване на відстані 343 км на північ від Бухареста, 15 км на південний захід від Сучави, 115 км на захід від Ясс.

## Населення
За даними перепису населення 2002 року у селі проживали 1167 осіб, усі — румуни. Усі жителі села рідною мовою назвали румунську.